# Anna Anvegård
Anna Elin Astrid Anvegård (Bredaryd, 10 de maio de 1997) é uma futebolista sueca que atua como atacante. Atualmente joga pelo Everton.

## Carreira
Anvegård estreou na equipe sênior com o Växjö na primeira divisão do terceiro escalão em 2015. Em junho de 2018, ela foi convocada para a seleção nacional pela primeira vez e fez sua estreia em uma vitória amistosa por 4-0 contra a Croácia, entrando como substituta aos 71 minutos de Jonna Andersson em 7 de junho de 2018.

## Títulos
Växjö DFF
- Division 1: 2015
- Elitettan: 2017

FC Rosengård
- Damallsvenskan: 2019

Suécia
- Jogos Olímpicos: 2020 (medalha de prata)